# J.C. Nielsen
Jørgen Carl Nielsen (9. juli 1831 i Odense – 31. oktober 1874 på Frederiksberg) var en dansk xylograf og opfinder.
J.C. Nielsen var søn af nålemagermester Hans Christian Nielsen og Ane Sophie født Brockmann. Efter at have lært malerhåndværket kom han til København, hvor han besøgte Kunstakademiet og lagde sig efter xylografi. Da han med understøttelse fra indenrigsministeriet og Den Reiersenske Fond 1864 var i Paris og der så mekanisk i zinkplader overførte tegninger med held blive anvendte i bogtrykkerpressen, ville han lære denne fremgangsmåde; men da dette nægtedes ham, opfandt han selv zinkografien, nemlig en fremgangsmåde til at bringe en på en zinkplade udført eller overført tegning til ved ætsning i pladen at stå med et ophøjet præg, der var stærkt nok til at udholde bogtrykkerpressen. Denne hans opfindelse, der har været brugt og endnu bruges meget her i landet, blev prisbelønnet ved industriudstillingerne i Stockholm 1866, i København 1872 og i Wien 1873.

## Ekstern henvisning
- J.C. Nielsen på Kunstindeks Danmark/Weilbachs Kunstnerleksikon